# Vier Säulen des Schicksals
Die vier Säulen des Schicksals, bekannt als „Ba-Zi“, was auf Deutsch „acht Zeichen“ oder „acht Wörter“ bedeutet, sind ein chinesisches astrologisches Konzept, bei dem das Schicksal einer Person durch die beiden zugewiesenen Zeichen des 60-Jahre-Zyklus zu Geburtsjahr, -monat, -tag und -stunde bestimmt werden kann. Diese Art der Astrologie wird auch in Japan und Korea verwendet.

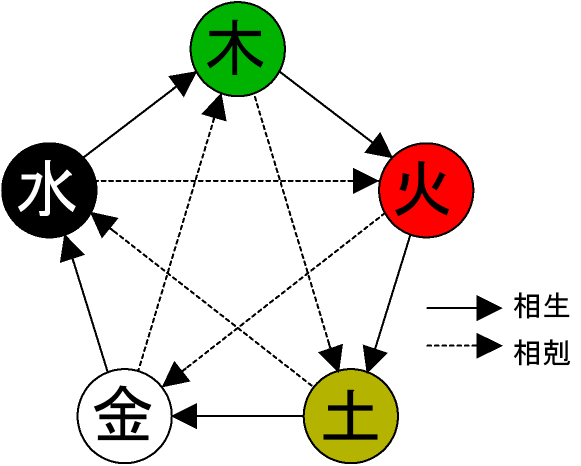
Die 5 Elemente und ihre Wechselwirkungen zwischen ihnen.

## Länderspezifische Namen
Chinesisch: 生辰八字, pinyin: Shēng Chén Bā Zì, oder traditionelles Chinesisch: 四柱命理学, pinyin: sì zhù mìnglǐ xué, Vereinfachtes Chinesisch: 四柱命理学, Wörtliche Bedeutung, Alternativer chinesischer Name: 子平命理, Pinyin: zipíng mìnglǐ, Japanischer Kanji-Name: 四柱推命, Hiragana-Name: しちゅうすいめい, Koreanischer Hangul-Name: 사주, Hanja: 四柱

## Geschichte
Im alten China mussten Jungen, als sie das Erwachsenenalter erreichten, eine Prüfung ablegen, die als kaiserliche Prüfung bezeichnet wurde. Das Ergebnis hing nicht nur vom akademischen Ergebnis des Prüfers ab, sondern auch von den umfassenden Studien ihrer vier Säulen des Schicksals.
Die vier Säulen des Schicksals sind das Ergebnis der Energie des Jahres, des Monats, des Tages und der Geburtszeit eines jeden Menschen und seiner Beziehung zur Welt.

## Entwicklung
Vier Säulen des Schicksals können auf die Han-Dynastie zurückgeführt werden, aber es war nicht systematisch, wie es heute bekannt ist. In der Zeit der Tang-Dynastie reorganisierte Lǐ Xūzhōng (chinesisch:李虛中) dieses Konzept und verwendete jedes der beiden Zeichen des Sexualzyklus, die dem Geburtsjahr, dem Monat und dem Geburtsdatum einer Person zugeordnet waren, um ihre Persönlichkeit und Zukunft vorherzusagen. Dies wurde die „drei Säulen des Schicksals“ genannt und wurde nach dieser Theorie immer beliebter.
Während der Song-Dynastie hat Xú Zi Píng (chinesisch:徐子平), der Lǐ Xū-Zhōngs „Drei Säulen des Schicksals“ reformierte, die „Geburtszeit“ als vierte Säule hinzugefügt, was bedeutet, dass der Person weitere 2 sexagenäre Zykluszeichen hinzugefügt werden, Schicksalssäulen von sechs bis acht Zeichen, wodurch die Prognosegenauigkeit viel höher und nützlicher wurde. Daher betrachteten die Menschen Xú Zi Píng als die Schicht eines soliden Fundaments aus vier Säulen des Schicksals.

## Methode
Tage, Stunden, Monate und Jahre werden einem der zehn Himmelsstämme und einem der zwölf irdischen Zweige im 60-Jahre-Zyklus zugeordnet. Das Vermögen einer Person wird bestimmt, indem die Zweig- und Stammzeichen für jeden dieser vier Teile ihrer Geburtszeit nachgeschlagen werden.
Hauptartikel : 60-Jahre-Zyklus
Die Metaphysik des Landes verteidigt die Idee, dass das Schicksal eines jeden Menschen durch drei Komponenten bestimmt wird:
- Glück der Erde
- Das Glück des Menschen
- Das Glück des Himmels

### Glück der Erde
Das Glück der Erde ist der Bereich des Feng Shui, der sich auf die Energien bezieht, die der Mensch von der Erde erhält.

### Das Glück des Menschen
Das Glück des Menschen bezieht sich auf seine eigenen Handlungen und Gedanken.

### Das Glück des Himmels
Das Schicksal des Himmels bezieht sich auf die Schwankungen im Fluss von Chi im Laufe der Zeit und auf die beste Art, von diesen Strömungen transportiert zu werden.

## Die Schulen
Die Schulen sind die Gelehrte Schule (學院派, Xué Yuàn Pài) und die Berufsschule (江湖派, Jiāng Hú Pài).
Die wissenschaftliche Schule begann mit Xú Zi Píng (徐子平) zu Beginn der Song-Dynastie. Xú begründete die rein theoretische Grundlage des Systems. Vertreter dieser Schule und ihrer Veröffentlichungen sind:
Song-Dynastie (宋)
- Sān Mìng Yuān Yuán 三命渊源, by Xú Dà Shēng 徐大升

- Yuān Hǎi Zi Píng 淵海子平, zusammengestellt von Xú Dà Shēng 徐大升 (gestilet Zi Píng 子平)

Ming-Dynastie (明)
- Dī Tiān Suǐ 滴天髓
- Sān Mìng Tōng Kuài 三命通會, by Wàn Mín Yīng 万民英
- Míng Wàn Yù Wú 明萬育吾
- Míng Liú Jī 明劉基

Qing-Dynastie (清)
- Mìng Lǐ Yuē Yán 命理約言, by Chén Sù Ān 陈素庵
- Mìng Lǐ Tàn Yuán 命理探源, by Yuán Shù Shān 袁树珊

## In Japan
Definitionen
Shō-Kan ist auch das Relativpronomen unter den himmlischen Stämmen. Wenn wir unseren Geburtstag als 甲子, 甲戌, 甲申, 甲午, 甲辰, 甲寅 im chinesischen Kalender haben, wird das Tei, Hi no to (丁) zum Shō-Kan gehören. Wenn wir die himmlischen Stämme als 甲 an unserem Geburtstag haben, wirkt das 丁 wie folgt als Shō-Kan-Faktor wie folgt :
- 乙 : 丙
- 丙 : 己
- 丁 : 戊
- 戊 : 辛
- 己 : 庚
- 庚 : 癸
- 辛 : 壬
- 壬 : 乙
- 癸 : 甲

Bedeutung
- Im Allgemeinen steht Shō-Kan für großartige Talente, brillante Auftritte und akademisches Potenzial.
- Meinungsfreiheit, Gedankenfreiheit und freie Meinungsäußerung mit Shō-Kan zusammenhängen.
- Wenn es in unserem täglichen Leben nicht das richtige Shō-Kan gibt, können wir verwirrt sein und sogar in unsoziale Handlungen verwickelt werden.
- Shō-Kan ist auch das Symbol für Schwert und Hieb.
- Die Figuren mit Shō-Kan sind normalerweise hell und schön; Wahrer und wirklicher Erfolg im Leben ist jedoch ein weiterer Aspekt.

Beispiel
Hirohito (auch bekannt als Kaiser Shōwa), geboren am 29. April 1901, gestorben am 7. Januar 1989. Sein Geburtstag ist der 29. April 1901, ein Tag, der in Japan Shōwa-Tag genannt wird.
Das Diagramm sieht wie folgt aus:
Geburtsjahr : 1901 : 辛丑
Geburtsmonat : April : 壬辰
Tag der Geburt : 29 : 丁丑
Geburtszeitpunkt : Viertel nach zehn Uhr nachts (22:15 Uhr) : 辛亥
Die Hauptstruktur seines Diagramms ist 傷官 (Shō-Kan), 格.
Der Tag von 丁 (im chinesischen Kalender) trifft auf April, den Monat Do-Yo (土用), den Monat 戊, so dass wir den Shō-Kan erhalten. Das wichtigste Element und der wichtigste Arbeiter in seinem Diagramm ist das 甲 oder 乙. Der Inju ist auch der Arbeiter, der Shō-Kan kontrolliert. 1945, im Jahr 乙酉, hat der Inju keine Wirkung. Der himmlische Stamm 乙 befindet sich in Ku Bo (空亡, die Arbeiten werden unterbrochen).
Darüber hinaus ist die Dai Un (Japans eigene langfristige Geschichte) wie folgt. Anfang April im Mondkalender ist der fünfte Tag, also gibt es 24 Tage vom 5. Tag bis zu Hirohitos Geburtstag. Ein Monat entspricht zehn Jahren in Dai Un, und die 24 Tage entsprechen acht Jahren. Ereignisse in der historischen Zeitleiste, die seinem Leben im Alter von acht bis 18 Jahren entsprechen, sind wie folgt.
Vom 8. bis zum 18. Lebensjahr: 辛卯
18 bis 28: 庚寅: Entspricht der Regierungszeit und dem Beginn der Showa-Zeit im Jahr 1926
28 bis 38: 己丑: Beginn des Zweiten Japanisch-Chinesischen Kriegs 1937
38 bis 48: 戊子: Zweiter Weltkrieg, 1939–1945
48 bis 58: 丁亥
58 bis 68: 丙戌
68 bis 78: 乙酉
78 bis 88: 甲申: Ende der Showa-Zeit 1989
88 bis 98: 癸未
Befürworter des Shō-Kan-Systems glauben, dass Hirohitos Karte die Niederlage Japans im Zweiten Weltkrieg nach den katastrophalen Atombombenexplosionen in Hiroshima und Nagasaki irgendwie erklärt.

## Periodizität von vier Säulen
Das Problem der Periodizität von vier Säulen ist ein Problem in der kalendarischen Arithmetik, aber die meisten Wahrsager können die Mathematik nicht richtig handhaben. Hee schlug zum Beispiel vor, dass es 240 Jahre dauert, bis sich ein bestimmtes Vierfach-Vierfach wiederholt. In p. 22, schrieb Hee,
```
Aufgrund der zahlreichen möglichen Kombinationen dauert es 60 Jahre, bis sich derselbe Satz von Jahressäulen wiederholt (im Vergleich dazu wiederholt sich der Satz von Monatssäulen nach nur fünf Jahren). Wenn Sie also einen bestimmten Tag und eine bestimmte Uhrzeit haben, wiederholt sich der Satz von vier Säulen in 60 Jahren. Da jedoch derselbe Tag möglicherweise nicht genau im selben Monat erscheint – und selbst wenn er im selben Monat liegt, der Tag möglicherweise nicht im selben halben Monat –, dauert es 240 Jahre, bis die identischen vier Säulen wieder erscheinen. . .
```

Hees Vorschlag ist falsch und kann leicht durch ein Gegenbeispiel widerlegt werden. Zum Beispiel sind die Vier-Säulen-Vierlinge für 1984-3-18 und 2044-3-3 genau gleich (d. h. 甲子-丁卯-辛亥-xx) und sie sind nur um 60 Jahre voneinander entfernt. Das nächste Iso-Quadruplett wird jedoch erst nach 360 Jahren wieder auftauchen (am 2404-4-5). Darüber hinaus ist eine Periodizität von 1800 Jahren erforderlich, um sowohl den sexagenären Zyklus als auch den gregorianischen Zyklus abzugleichen. Zum Beispiel teilen sich 4-3-18, 1980-3-18 und 3964-3-18 das gleiche Vierfach-Vierfach.
Die Lösung für das iso-gregorianische Vierfach ist ein Diophantische Gleichung. Angenommen, die Lücke, {\displaystyle g} ,zwischen zwei aufeinanderfolgenden Viersäulen-Vierbeinern ist unregelmäßig und es ist gegeben durch {\displaystyle g=60(365\lambda _{1}+\lambda _{2})} und nimm das an {\displaystyle f} und {\displaystyle f+g'}Sind zwei aufeinanderfolgende anteilige Würfelzahlen mit identischem gregorianischen Monat und Tag, dann kann gezeigt werden, dass das Intervall {\displaystyle g'} gegeben ist by{\displaystyle g'=365\lambda _{3}+366\lambda _{4}} für {\displaystyle g} und {\displaystyle g'} um zusammenzufallen, müssen wir lösen
zu welcher der lösungen gehört {\displaystyle (\lambda _{1},\lambda _{2},\lambda _{3},\lambda _{4})=(33,8,1575,402).} Deshalb {\displaystyle g=60(365\times 33+8)=723180} Tage oder etwa 1800 Gregorianische Jahre.